# 17 Crateris
Désignations
17 Crt A : HR 4444, HD 100287, SAO 179968

17 Crateris (en abrégé 17 Crt) est une étoile binaire de la constellation de l'Hydre. Sa magnitude apparente combinée est de 4,93 et elle est donc visible à l'œil nu. D'après la mesure de leurs parallaxes annuelles par le satellite Gaia, les deux étoiles du système sont distantes d'environ ∼ 92 a.l. (∼ 28,2 pc) de la Terre,. Le système montre un mouvement orbital d'une vitesse relative de 24,9 mas/an, et il s'éloigne du Système solaire à une vitesse radiale de +5,8 km/s.

## Propriétés
Les deux étoiles du système de 17 Crateris ont été résolues pour la première fois par William Herschel en 1783, où elles montraient une séparation angulaire de 9,8 secondes d'arc. En 2016, elles étaient situées à une séparation angulaire de 9,6 secondes d'arc et à un angle de position de 210°. Cela est équivalent à une séparation projetée de 241,3 ua, ce qui est assez distant pour que, à ce jour, leur mouvement orbital apparaisse linéaire.
Les composantes sont deux étoiles jaune-blanc de la séquence principale pratiquement identiques de type spectral F8V. La composante primaire, désignée 17 Crateris A, est légèrement plus brillante, avec une magnitude apparente de 5,64, tandis que la secondaire, 17 Crateris B, est de magnitude 5,76. Elles sont toutes deux environ 20 % plus massives que le Soleil et trois fois plus lumineuses que le Soleil. Le système est âgé de 3,5 à 4 milliards d'années.

## Nomenclature
Bien que situé dans l'Hydre, à une large distance de la limite avec celle de la Coupe, le système porte la désignation de Flamsteed de 17 Crateris. En effet, John Flamsteed, dans son catalogue d'étoiles, incluait parmi les constellations l'Hydre (Hydra) ainsi que « l'Hydre et la Coupe » (Hydra & Crater). Cette dernière incluait indifféremment les étoiles de la Coupe à proprement parler et les étoiles de l'Hydre qui sont situées en dessous d'elle, dont fait partie 17 Crateris.
Dans le Norton's Star Atlas (en), le système a la désignation de Bayer de N Hydrae. Ni Bayer lui-même, ni Flamsteed n'avaient utilisé cette lettre, mais l'astronome américain Gould l'a attribuée à ses 284 et 285 Hydrae, correspondant aux deux étoiles de 17 Crateris.